# ليلى حكيم
ليلى حكيم (1933 - 25 أبريل 2014) هي ممثلة ومدرسة لبنانية.

## حياتها ونشأتها
ليلى ضو ولدت عام 1933 في منطقة الشيّاح بقضاء بعبدا، لكنها سرعان ما تبنّت اسم عائلة زوجها لتصبح بالاسم الفن ليلى حكيم، وقد رزقت منه بولد وحيد، تزوجت وديع الحكيم وانجبت صبياً، وحصل الطلاق سريعاً بعدها، فاضطرت وهي في المرحلة الثانوية لان تدرس اللغة الفرنسية ثم امتهنت الفن، وعاشت حياتها فنانة لكن بعيدة عن أهل المهنة. وشقيقة الممثلة ميشلين ضو، وقد أطلّت في السينما، فقدمت دورين في فيلمين كنديين ناطقين بالفرنسية، وواحد صوّرته في مصر مع فريد الاطرش وفاتن حمامة بإدارة المخرج هنري بركات الذي ابلغها انه لا يستطيع التركيز عليها بوجود النجمة فاتن، كما ظهرت مع الفنان الايمائي فائق حمصي في شريط «بهية ومحمود».

## مسيرتها
- اتسمت مسيرتها الفنية بالنجاح والتألق، إذ شاركت في العديد من الأعمال السينمائية اللبنانية والعربية والمسلسلات.[3][17]
- عملت أستاذة في اللغة الفرنسية في المدارس الرسمية اللبنانية.[18]
- شاركت في العديد من الأفلام السينمائية اللبنانية مثل قصة ثواني عام 2012 للمخرجة لارا سابا، وفيلم هلأ لوين عام 2011 للمخرجة نادين لبكي[19]، وفيلم دخان بلا نار عام 2009 للمخرج سمير حبشي، والفيلم المصري الحب الكبير عام 1968 للمخرج هنري بركات.[20][21]
- قدمت دورين في فيلمين كنديين ناطقين بالفرنسية، وواحد صوّرته في مصر مع فريد الاطرش وفاتن حمامة بإدارة المخرج هنري بركات الذي ابلغها انه لا يستطيع التركيز عليها بوجود النجمة فاتن[22]، كما ظهرت مع الفنان الايمائي فائق حمصي في شريط «بهية ومحمود».[23][24][25]
- قدمت ادواراً في حلقات: «حكمت المحكمة»، «المفتش» و«الشعاع الاخير».[26][27]

## وفاتها
توفيت في 25 أبريل 2014 بعد صراع مع المرض،وصلي عليها في كنيسة قلب يسوع في بدارو ببيروت.